# Buntleguane
Die Buntleguane (Polychrus) sind eine Gattung der Leguanartigen (Iguania), die in Mittel- und Südamerika sowie auf den Inseln der Karibik vorkommen.

## Merkmale
Es sind mittelgroße und schlanke Echsen, meist von grüner oder brauner Farbe. Ihre Zehen haben im Gegensatz zu Anolis keine Haftlamellen an der Unterseite und sind nicht verbreitert. Stattdessen besitzen sie greiffähige Hände und Füße ähnlich wie Chamäleons. Auch der Schwanz ist in geringem Maße greiffähig, dient aber in erster Linie dazu, das Gleichgewicht zu halten. Die Männchen der meisten Arten haben eine durch den Zungenbeinknochen aufstellbare farbige Kehlfahne, die bei der Balz und beim Droh- und Imponierverhalten zwischen Artgenossen benutzt wird. Alle Buntleguane sind Insektenfresser.

## Systematik

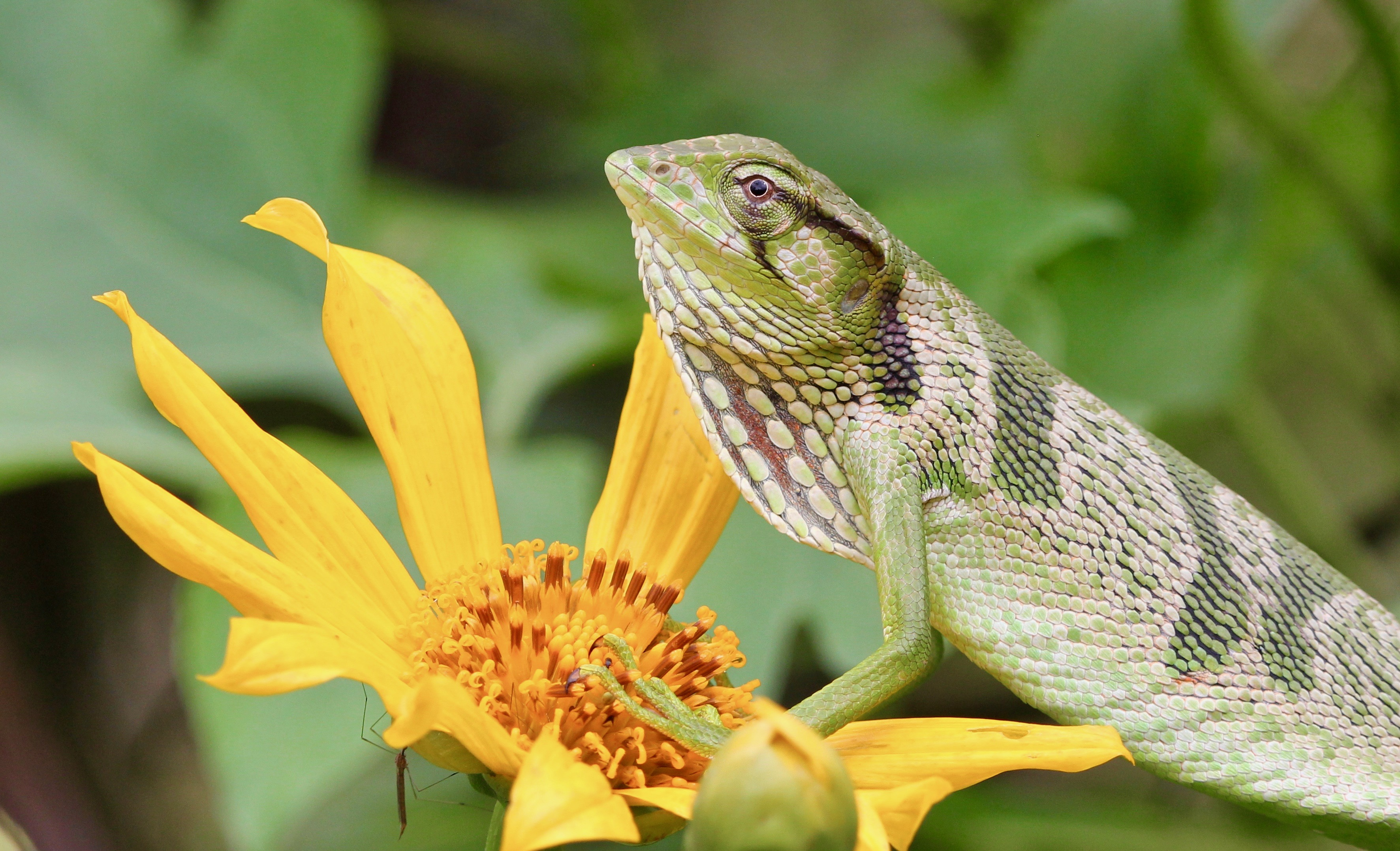
Polychrus gutturosus

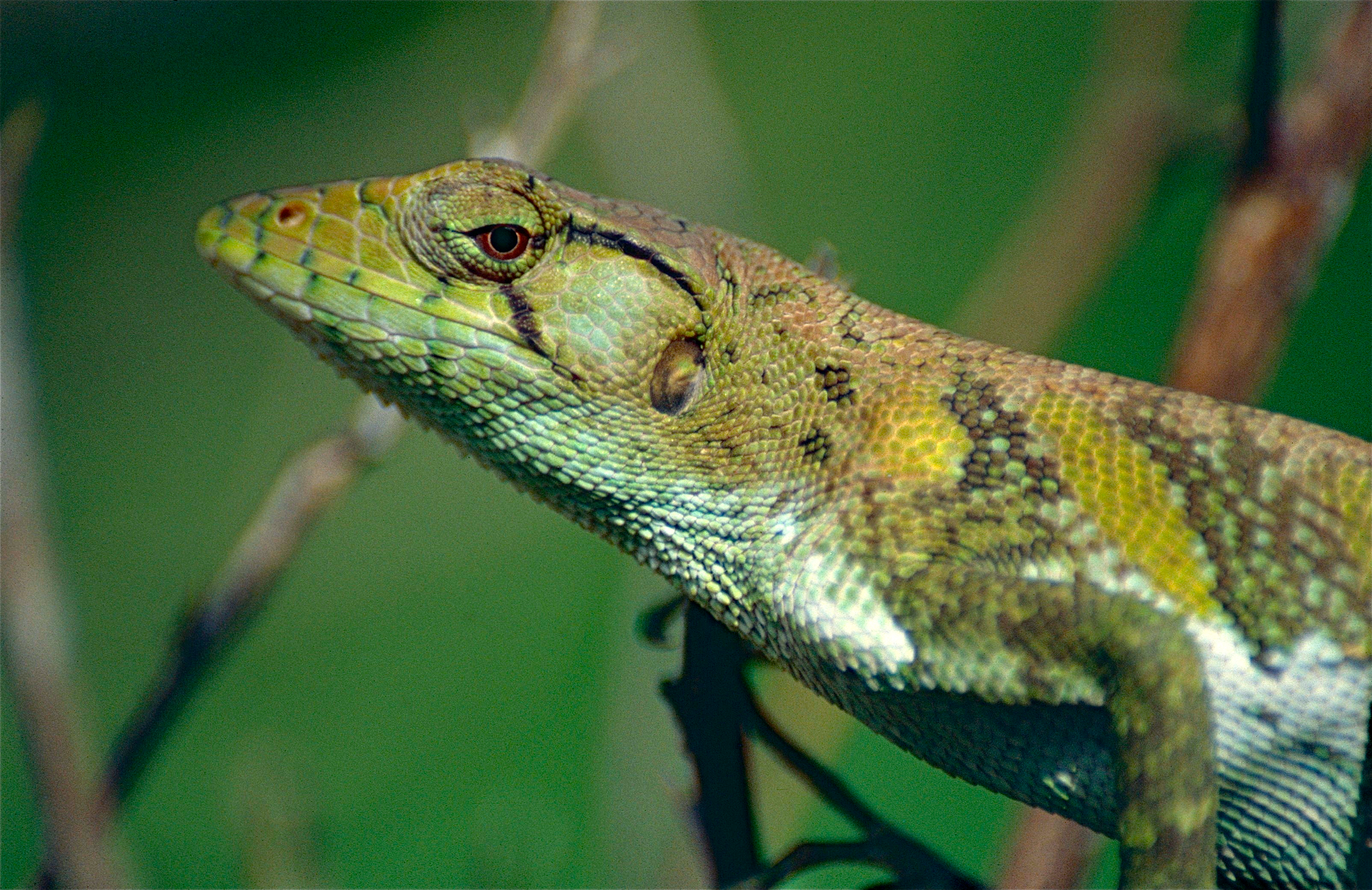
Polychrus marmoratus

Polychrus wurde zunächst mit der Gattung Anolis und anderen Gattungen in die Unterfamilie Polychrotinae in die Familie der Leguane (Iguanidae) gestellt, bis die Unterfamilie 1989 von Frost und Etheridge in den Rang einer Familie gehoben wurde. Die gleichen Autoren nahmen 2004 in einer Untersuchung der inneren Systematik der Polychrotidae sechs Gattungen aus der Familie heraus und stellten sie in die neu aufgestellte Familie Leiosauridae, so dass jetzt nur noch Polychrus und Anolis mit über 350 Arten zu der Familie gehörten. Ende 2012 wurde Anolis der Familie Dactyloidae zugeordnet, so dass Polychrus als einzige Gattung in der damit monotypischen Familie Polychrotidae verblieb.
Innerhalb der Gattung Polychrus gibt es sieben Arten:
- Polychrus acutirostris Spix, 1825
- Polychrus femoralis Werner, 1910
- Polychrus gutturosus Berthold, 1846
- Polychrus jacquelinae Koch, Venegas, Garcia-Bravo & Böhme, 2011
- Polychrus liogaster Boulenger, 1908
- Polychrus marmoratus (Linnaeus, 1758)
- Polychrus peruvianus (Noble, 1924)